# Голендры
Голендры (укр. Голендри) — посёлок, входит в Калиновский район Винницкой области Украины.
Население - 238 человек в 2018 году. Население по переписи 2001 года составляло 307 человек. Почтовый индекс — 22442. Телефонный код — 04333. Занимает площадь 0,273 км². Код КОАТУУ — 521680909.

## Местный совет
22442, Вінницька обл., Калинівський р-н, c. Голубівка, вул. Леніна, 40